# Columbia, Tennessee
Columbia är administrativ huvudort i Maury County i Tennessee. Enligt 2010 års folkräkning hade Columbia 34 681 invånare.

## Kända personer från Columbia
- Henry Cooper, politiker
- Sterling Marlin, racerförare
- Linden Wiesman, ryttare